# Notosuchidae
De Notosuchidae zijn een familie van uitgestorven Notosuchia. Het waren kleine landbewonende krokodillenvormen die leefden tijdens het Laat-Krijt.
De familie werd in 1924 benoemd door Louis Dollo.
In 2005 definieerde Paul Sereno een stamklade Notosuchidae als de groep die Notosuchus terrestris Woodward 1896 omvat en alle soorten nauwer verwant aan Notosuchus dan aan Araripesuchus gomesii Price 1959, Comahuesuchus brachybuccalis Bonaparte 1991, Simosuchus clarki Buckley et al. 2000, Baurusuchus pachecoi Price 1945 of Crocodylus niloticus (Laurenti 1768).